# Wiesław Wołosz
Wiesław Wołosz (ur. 31 lipca 1937 w Zambrowie, zm. 26 września 2017 tamże) – polski ślusarz i polityk, poseł na Sejm PRL IV kadencji.

## Życiorys
Syn Aleksandra i Marii. Uzyskał wykształcenie średnie, z zawodu ślusarz maszynowy. Ukończył technikum włókiennicze, pracował jako mistrz tkalni w Zambrowskich Zakładach Przemysłu Bawełnianego. Należał do Polskiej Zjednoczonej Partii Robotniczej, z jej ramienia pełnił mandat radnego Miejskiej Rady Narodowej w Zambrowie. W 1965 uzyskał mandat posła na Sejm PRL w okręgu Łomża, w parlamencie zasiadał w Komisji Przemysłu Lekkiego, Rzemiosła i Spółdzielczości Pracy.
Został pochowany na cmentarzu parafialnym w Zambrowie.